# Calocalanus pubes
Calocalanus pubes is een eenoogkreeftjessoort uit de familie van de Paracalanidae. De wetenschappelijke naam van de soort is voor het eerst geldig gepubliceerd in 1973 door Andronov.